# Al-Mamura
Al-Mamura, także Al-Mahdum (arab. المعمورة) – miejscowość w Syrii, w muhafazie Aleppo. W 2004 roku liczyła 2276 mieszkańców.